# El Naranjo (Córdoba)
El Naranjo es un barrio de la periferia de la ciudad de Córdoba (España), perteneciente al distrito Norte-Sierra. Está situado en zona este del distrito. Limita al norte con el barrio de El Brillante y al oeste y el sur, con el barrio de Asomadilla; al este está rodeado de terrenos no urbanizados de la sierra de Córdoba.